# Дурная слава (фильм, 1946)
«Дурная слава» (другой вариант перевода «Печально известные»; англ. Notorious) — американский шпионский триллер 1946 года, снятый Альфредом Хичкоком по сценарию Бена Хекта, вдохновлённый двухтомный комиксом The Song of the Dragon авторства Джона Тейнтора Фута. В ролях Кэри Грант, Ингрид Бергман и Клод Рейнс. Действие фильма вращается вокруг Алисии Губерман (Ингрид Бергман), дочери бывшего разведчика (Фред Нерни), которая по заданию американского агента спецслужб Т. Р. Девлина (Кэри Грант) отправляется в Бразилию, чтобы проникнуть в организацию беглых нацистов периода Второй мировой войны.
«Дурная слава» по художественному уровню и тематической зрелости критиками рассматривается как одна из важных картин в своде киноработ Хичкока. Получив восторженные отзывы в прессе, фильм также имел коммерческий успех, принеся 8 миллионов долларов прибыли и две номинации на премию «Оскар». В 2006 году лента была внесена в Национальный реестр фильмов, имеющих культурное, историческое или эстетическое значение.

## Сюжет
Вскоре после окончания Второй мировой войны американский суд в городе Майами приговаривает Иоганна Губермана к двадцати годам тюрьмы за шпионаж в пользу гитлеровской Германии. «Дурная слава» преследует его дочь Алисию (Ингрид Бергман), которая знакомится на вечеринке с элегантным мужчиной по имени Девлин. Выясняется, что Девлин (Кэри Грант) намеренно познакомился с ней по заданию спецслужб. Ему поручили раскрыть нацистский заговор в Рио-де-Жанейро, и для этого ему нужно завербовать антинацистски настроенную Алисию, чтобы внедрить её в группу богатых немцев, обосновавшихся в Бразилии после поражения нацистской Германии.
В ходе подготовки к секретной операции Алисия и Девлин влюбляются друг в друга. Задание, полученное от спецслужб, осложняет их взаимоотношения, заставляя их время от времени сомневаться во взаимности чувств. Алисии необходимо вернуться в Рио, чтобы войти в доверие к Алексу Себастьяну — одному из немецких заговорщиков и старому другу её отца. Между нацистом и Алисией завязывается роман, а его ревность осложняет её встречи с Девлином. Руководство спецслужбы советует Алисии согласиться на предложение Алекса Себастьяна вступить с ним в брак.
Алекс живёт в роскошном особняке, где он регулярно встречается с другими заговорщиками, планы которых Алисия пытается выведать. Один из неосторожных разговоров между заговорщиками привлекает её внимание к тому факту, что доступ в винный погреб, находящийся в подвале особняка, почему-то строго охраняется. Теперь Алисии и Девлину необходимо проникнуть в погреб, чтобы понять суть заговора. Это им удаётся. В одной из бутылок в погребе они обнаруживают хичкоковский «макгаффин» — порошок, который оказывается урановой рудой, необходимой нацистам для изготовления ядерной бомбы.
Временное отсутствие ключа от погреба (выкраденного Алисией) вызывает у Алекса подозрения. Он сам и его злобная, недоверчивая мать с ужасом начинают догадываться об истинных целях Алисии и её элегантного «друга». Но они опасаются, в первую очередь, не агентов спецслужб (у которых пока нет ни достаточных улик, ни возможностей для ареста нацистов, тем более в чужой стране), а своих собственных друзей-заговорщиков, которые могут сурово покарать Алекса за его наивную доверчивость. (Заговорщики ранее казнили одного из участников сговора за гораздо меньшую провинность). Мать предлагает сделать вид, что ничего не произошло, и медленно извести Алисию с помощью медленно действующего яда.
Девлин во время периодических встреч с Алисией замечает, что с ней что-то не в порядке и, после её продолжительного отсутствия, решает навестить её в особняке мужа. Там он с ужасом узнаёт, что она уже целую неделю больна и лежит в постели в своей комнате, полностью изолированная от внешнего мира. Выяснив у догадавшейся девушки, в чём дело, Девлин забирает её из дома её мужа и отвозит в больницу. Это вызывает подозрение у соратников Алекса Себастьяна, которым теперь не терпится допросить его, а возможно, и избавиться от него как от ненадёжного члена заговорщической группы. Картина заканчивается сценой того, как машина с Алисией и Девлином уезжает, а растерявшийся Себастьян, желавший поехать вместе с ними, возвращается к заговорщикам.

## В ролях
- Ингрид Бергман — Алисия Губерман
- Кэри Грант — Девлин
- Клод Рейнс — Александр Себастьян
- Луис Кэлхерн — Пол Прескотт
- Леопольдина Константин — мадам Анна Себастьян
- Рейнхольд Шюнцель — Доктор Андерсон
- Морони Олсен— Уолтер Бёрдсли, офицер Секретной службы
- Иван Тризо — Эрик Матис

## Работа над фильмом
Фильм основан на рассказе 1921 года, в котором действие происходит во время Первой мировой войны. Легендарный сценарист Бен Хехт несколько раз переделывал сценарий. Хичкок и Хехт согласно контракту были обязаны сделать ещё один фильм для продюсера Селзника, но тот был слишком увлечён блокбастером «Дуэль под солнцем», чтобы уделить сколько-нибудь значительное внимание съёмкам «Дурной славы». Чем меньше Селзник вмешивался в творческий процесс Хичкока, тем более удачными выходили его фильмы. В конце концов Селзник продал все права на фильм студии RKO. 

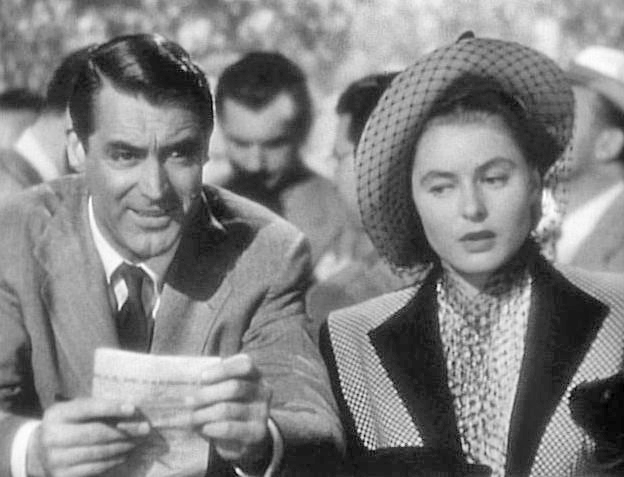
Герои Гранта и Бергман на скачках

По воспоминаниям Хичкока, до бомбардировок Хиросимы и Нагасаки весьма немногие были в курсе того, что уран как-то связан с ядерным оружием. Поэтому, когда Хичкок стал наводить справки на этот счёт, ФБР установило за ним слежку. Во время работы над фильмом Хичкок подтрунивал над ограничениями, существовавшими в то время в Голливуде. В частности, экранный поцелуй по правилам того времени не должен был длиться более чем пару секунд. Хичкок догадался, как обойти это ограничение: его герои непрестанно обмениваются лёгкими поцелуями, передвигаясь по комнате к звонящему телефону.

## Значение
Фильм имел огромный успех в прокате и среди критиков. Франсуа Трюффо считал его самым характерным фильмом Хичкока, в котором преломились все лучшие грани его таланта. Движения камеры в фильме особенно виртуозны, особенно в кульминационной сцене большой вечеринки в доме Алекса: сначала камера даёт общий вид сцены, потом наезжает на ключ, зажатый в её руке. Она искусно змеится между многочисленными гостями, как будто среди них бродит невидимый соглядатай (внимательный зритель заметит среди гостей самого Хичкока). Особенно пристально камера фиксирует предметы, имеющие ключевое значение для фабулы, — бутылки вина и кружки с отравленным кофе.
В конце фильма камера переносит зрителя на место истощённой ядом Алисии, у которой темнеет в глазах и кружится голова. Вот что говорит по этому поводу режиссёр Жак Риветт:

Последняя сцена, возможно, наиболее совершенна в истории кино, в том смысле, что всё разрешается за три минуты — и любовная история, и семейная история, и шпионская история, — в нескольких грандиозных, незабываемых кадрах.

### Признание
Фильм номинировался на премию «Оскар» в категориях «Лучший актёр второго плана» (Клод Рейнс) и «Лучший оригинальный сценарий» (Бен Хехт).
Именитый кинокритик Роджер Эберт не раз признавался, что «Дурная слава» — его любимый фильм Хичкока. В 1991 году он включил его в свой список десяти величайших кинокартин в истории.